# Autonomous Emergency Braking System
Een Autonomous Emergency Braking System, AEB of AEBS is een precrash-systeem dat een botsing kan voorspellen en op basis daarvan automatisch een voertuig kan laten remmen. Vaak gaat aan het automatische remmen een alarmsignaal naar de bestuurder vooraf, en zodra het systeem acht dat de bestuurder niet op tijd reageert, zal het automatisch remmen. Hierdoor kan een crash voorkomen worden of de intensiteit van een crash of aanrijding verminderd worden door een lagere snelheid bij impact. Vaak werkt het systeem op basis van een Lidar-sensor die in de voorkant van een voertuig verwerkt zit.
Voertuigveiligheidsorganisatie Euro NCAP test de werking van AEBS en neemt de resultaten hiervan mee in de beoordeling van veiligheid van auto's. Het AEBS wordt getest met andere auto's, fietsen en voetgangers in verschillende situaties.
De naamgeving varieert tussen de verschillende automerken. Bij Fiat spreekt men van City Brake Control, bij Audi van Pre Sense Front, bij Honda van Collision Mitigation Brake System, bij Volkswagen van Front Assist. en bij Ford van Forward Alert.